# Adem Koçak
Adem Koçak (Yerköy, 1 september 1983) is een Turks voetballer die bij voorkeur als middenvelder speelt. Hij speelt sinds 2018 bij Sarıyer SK, uitkomend in de 2. Lig.

## Clubcarrière
Koçak tekende zijn eerste professionele verbintenis bij Ankaragücü in december 2000. Zijn debuut in de Süper Lig volgde op 28 oktober 2001 tegen Samsunspor. Hij kwam 2 minuten voor tijd het veld in. In het seizoen 2003/04 volgde zijn definitieve doorbraak en speelde hij 26 competitiewedstrijden mee. In juli 2004 tekende hij een contract voor drie jaar bij Trabzonspor. Het was bij Trabzonspor dat Koçak zijn eerste doelpunten in het betaalde voetbal maakte. 
In 2006 ging hij aan de slag bij Ankaraspor. Hij speelde in de vijf seizoenen die volgden meer dan 100 wedstrijden voor de club waarin hij 5 keer wist te scoren. Gedurende het seizoen 2009/10 en het seizoen 2010/11 keerde hij op huurbasis terug bij zijn eerste club Ankaragücü. Op 29 augustus 2011 tekende Koçak een contract tot medio 2014 bij Bursaspor. Na minder dan een jaar verliet hij de club echter al en ging hij aan de slag bij Sivasspor. In januari 2015 tekende hij een verbeterd contract dat hem tot medio 2017 aan de club verbond. 
In 2017 werd Kocak met Sivasspor kampioen van de TFF 1. Lig en keerde zodoende na één seizoen afwezigheid terug op het hoogste niveau. Sivasspor besloot echter het contract van de destijds 34-jarige speler niet te verlengen, waarop hij ging spelen bij derdeklasser Bandırmaspor. Begin 2018 verkaste hij naar Sarıyer SK. 

### Statistieken op het hoogste niveau
| Seizoen | Club        | Süper Lig | Süper Lig | Türkiye Kupası | Türkiye Kupası | Internationaal | Internationaal | Totaal | Totaal |
| Seizoen | Club        | Wed.      | Dlp.      | Wed.           | Dlp.           | Wed.           | Dlp.           | Wed.   | Dlp.   |
| ------- | ----------- | --------- | --------- | -------------- | -------------- | -------------- | -------------- | ------ | ------ |
| 2001/02 | Ankaragücü  | 4         | 0         | 2              | 0              | 0              | 0              | 6      | 0      |
| 2002/03 | Ankaragücü  | 4         | 0         | 0              | 0              | 0              | 0              | 4      | 0      |
| 2003/04 | Ankaragücü  | 26        | 0         | 2              | 0              | 0              | 0              | 28     | 0      |
| 2004/05 | Trabzonspor | 27        | 3         | 4              | 2              | 4              | 0              | 35     | 5      |
| 2005/06 | Trabzonspor | 26        | 0         | 3              | 0              | 1              | 0              | 30     | 0      |
| 2006/07 | Ankaraspor  | 25        | 1         | 3              | 1              | 0              | 0              | 28     | 2      |
| 2007/08 | Ankaraspor  | 34        | 2         | 4              | 0              | 0              | 0              | 38     | 2      |
| 2008/09 | Ankaraspor  | 29        | 0         | 8              | 1              | 0              | 0              | 37     | 1      |
| 2009/10 | Ankaraspor  | 4         | 0         | 0              | 0              | 0              | 0              | 4      | 0      |
| 2009/10 | Ankaragücü  | 15        | 0         | 3              | 0              | 0              | 0              | 18     | 0      |
| 2010/11 | Ankaragücü  | 29        | 0         | 4              | 0              | 0              | 0              | 33     | 0      |
| 2011/12 | Bursaspor   | 028       | 0         | 5              | 0              | 0              | 0              | 33     | 0      |
| 2012/13 | Bursaspor   | 2         | 0         | 0              | 0              | 2              | 0              | 4      | 0      |
| 2012/13 | Sivasspor   | 26        | 1         | 10             | 0              | 0              | 0              | 36     | 1      |
| 2013/14 | Sivasspor   | 28        | 0         | 5              | 0              | 0              | 0              | 33     | 0      |
| 2014/15 | Sivasspor   | 31        | 0         | 3              | 0              | 0              | 0              | 34     | 0      |
| 2015/16 | Sivasspor   | 25        | 0         | 0              | 0              | 0              | 0              | 25     | 0      |
| Totaal  | Totaal      | 363       | 7         | 56             | 4              | 7              | 0              | 426    | 11     |

## Erelijst
| Competitie     |                        |           |           |           |
| Competitie     | Aantal                 | Jaren     |           |           |
| Bursaspor      | Bursaspor              | Bursaspor | Bursaspor | Bursaspor |
| -------------- | ---------------------- | --------- | --------- | --------- |
| Türkiye Kupası | 1x verliezend finalist | 2011/12   |           |           |
| Sivasspor      |                        |           |           |           |
| TFF 1. Lig     | 1x                     | 2016/17   |           |           |